# Сидоров, Владимир Кузьмич
Владимир Кузьмич Сидоров (10 февраля 1945 — ?) — советский футболист, нападающий. Мастер спорта СССР (1963).
Дебютировал в составе московского «Торпедо» в 1963 году. 13 июля в домашнем матче против «Динамо» Киев (7:1) получил тяжёлую травму — в середине второго тайма при счёте 4:0 нападающий «Динамо» Йожеф Сабо прыгнул двумя ногами на ногу лежащего Сидорова и сломал её. Вернулся на поле в сентябре следующего года, но за три года сыграл в чемпионате только 25 игр, забил два мяча и в 22 года завершил карьеру. В «золотом матче» 1964 года вышел на замену капитану Валентину Иванову.
В 1993 году пропал без вести.